# قيامة أرطغرل (الموسم 3)
قيامة أرطغرل 3 هو جزء من المسلسل التركي التاريخي الدرامي قيامة أرطغرل الذي أنتجه محمد بوزداغ. يُعتبر هذا الموسم تكملة للموسم الثاني وسابقًا للموسم الرابع. عُرض الموسم الثالث لأول مرة في 26 أكتوبر 2016 واختتم في 14 يونيو 2017. كان الموسم الثالث، والموسم الرابع، هما الموسمان الوحيدان اللذان تم تصويرهما في نوشهر بدلاً من ريفا.

## قصة
في الموسم الثالث، ينتقل أرطغرل وقبيلة قايي إلى الحدود بين الدولة السلجوقية والدولة البيزنطية، حيث يخوض مواجهات حادة مع البيزنطيين ويواجه الخيانات الداخلية بين الأتراك. تبرز شخصية الأمير سعد الدين كوبك، الذي يحاول اغتيال أرطغرل، بينما يسعى الأخير لبسط نفوذه في ظل تلك التحديات.
يظهر "أستاذ سيمون"، وهو مالك أسواق الخان وأحد فرسان المعبد، كخصم رئيسي لأرطغرل، حيث يتورط في مؤامرات مع خونة من الأتراك مثل أورال من قبيلة تشافدار. ورغم العقبات، ينجح أرطغرل في السيطرة على الخان وإقامة العدل فيه.
يتولى "فاسيليوس" قيادة قلعة كاراجا حصار بعد اغتياله رئيسها، مما يثير الصراعات مرة أخرى بين البيزنطيين والأتراك. ويتآمر فاسيليوس مع سعد الدين كوبيك ضد أرطغرل، الذي في النهاية ينتصر ويستولي على القلعة، مشيرًا إلى الأحداث التاريخية حول غزو أرطغرل لقلعة كاراجا حصار في عام 1231-1232م.

## الممثلون
| الممثل التركي                  | الدور أو الشخصية   | مؤدي الصوت العربي | وصف الشخصية لهذا الموسم               |
| ------------------------------ | ------------------ | ----------------- | ------------------------------------- |
| إنجين ألتان دوزياتان           | السيد أرطغرل       | علي صطوف          | سيد قبيلة الكايي                      |
| هوليا دارجان                   | الأم هايمه         | ثراء دبسي         | أم أرطغرل وجدة غوندوز                 |
| كورشات ألنياتشيك [التركية]     | السيد أورال        | باسل الرفاعي      | ابن سيد قبيلة جافدار                  |
| جيم أوشان ‏                     | علي يار            | أسامة تيناوي      | شقيق أورال                            |
| كاغداش أونور أوزتورك [التركية] | فاسيليوس           | محمد إيتوني       | مساعد قائد قلعة كارجيهسار             |
| جمال هونال                     | أرس                | مروان أبو شاهين   | قائد بيزنطي                           |
| إسراء بيلجيتش                  | حليمة              | ريما سلوم         | زوجة أرطغرل وأم غوندوز                |
| جولتشين صانترجي أوغلو          | تشولبان            | ريم عبد العزيز    | زوجة أورال                            |
| جولسيم علي                     | أصليهان            | رنا زرقا          | ابنة سيد جافدار وأخت أورال            |
| جنكيز جوكشون                   | تورغوت             | رائد مشرف         | رئيس محاربي الكايي                    |
| جافيد جيتين غونر [الأوردية]    | دوغان              | رأفت بازو         | من محاربي أرطغرل وزوج بانو شيشيك      |
| نور الدين سونميز               | بامسي بيرك         | مالك محمد         | من محاربي أرطغرل                      |
| عثمان سويكوت                   | ابن عربي           | واصف الحلبي       | شيخ أرطغرل                            |
| مراد غريب أغا أغلو             | سعد الدين كوبيك    | عدنان عبد الجليل  | الوزير الأول للسلطان علاء الدين       |
| براق حقي                       | السلطان علاء الدين | أسامة جنيد        | سلطان الدولة السلجوقية                |
| باتوهان قراجاقايا              | دوندار             | عامر أبو حامد     | شقيق أرطغرل                           |
| لبيب غوكهان                    | سيمون              | عاصم حواط         | رئيس سوق الخان                        |
| غوكهان بيكليتينلير             | هاتشاتوريان        | جهاد أبو العينين  | مملوك أرطغرل                          |
| عثمان ألبايراك                 | باتوهان            | زيد الظريف        | محارب أورال                           |
| إزجي أسماء كوركلو              | بانو شيشيك         | صابرين الورار     | زوجة دوغان ومن محاربات الكاي          |
| سيديف شاهين [التركية]          | ماريا              | إيفلين حسن        | أخت سيمون                             |
| أليف سومبول سيرت               | أماندا             | غير معروفة        | بائعة في سوق الخان                    |
| جلال آل                        | عبد الرحمن         | محمد شمه          | حارس خيمة السيادة لقبيلة الكايي       |
| غوكهان كاراجيك                 | الدرويش            | كامل نجمة         | طبيب قبيلة الكاي ويدعى (إسحاق)        |
| هاكان سيريم                    | جونكوت             | رامي بو سعد       | حارس عائلة أرطغرل                     |
| جينك كانغوز [التركية]          | فيليب              | محمد دلعو         | مساعد سيمون                           |
| فيرات توبكورور                 | التاجر حسن         | أحمد الخطيب       | تاجر في الخان وجاسوس سيمون            |
| سرحات بارش                     | تريستان            | فادي زغيب         | من مساعدي سيمون                       |
| يامان تومين                    | غوندوز             | ميار بازو         | ابن أرطغرل                            |
| بورجين عبد الله                | هيلينا/حفصة        | لارا صافية        | ابنة قائد قلعة كارجيهسار وحبيبة بامسي |
| أديب زيدان                     | دومرول ألب         | أحمد حجازي        | من محاربي الكايي                      |
| غوكهان أوزكاي                  | كايا ألب           | طالب الرفاعي      | من محاربي الكايي                      |
| ميليه أوزدوغان                 | سامسا              | رائد الأسود       | من محاربي الكايي                      |
| محمد بالا                      | كوتولجا            | ياسر معلوف        | محارب السيد جاندار                    |
| ميرت سويير                     | أليكو              | فادي الحموي       | مسؤول سوق الخان عند أرطغرل            |
| آيبرك بيكجان                   | السيد أرتوك        | باسل حيدر         | نائب السيد أرطغرل                     |
| إيردن ألكان                    | السيد جاندار       | محمد خاوندي       | سيد قبيلة جافدار                      |

## الحلقات
1. قيامة أمة (Bir Milletin Dirilişi)
2. حان وقت الغزو (Fetih Vaktidir)
3. البحث عن الحقيقة. الجزء الأول (Hakikatin Pesinde. İlk kısım)
4. البحث عن الحقيقة. الجزء الثاني (Hakikatin Pesinde. İkinci kısım)
5. روح القيامة (Diriliş Ruhu)
6. الوقت للوحدة (Birlik Zamanı)
7. السبب المقدس (Kutlu Dava)
8. يوم الانتقام (İntikam Günü)
9. النصر المبارك (Kutlu Zafer)
10. للغزو (Fetih Içın)
11. على طريق ربنا (Beyimizin Yolunda)
12. نموت مرة ونبعث ألفًا (Bir Ölür Bin Diriliriz)
13. نحو النصر (Zafere Doğru)
14. يوم القيامة (Hesap Günü)
15. عدالة شعرية (İlahi Adalet)
16. سيتم تحقيق العدالة (Adalet Tecelli Edecek)
17. قضيتنا واحدة (Davamız Bir)
18. من نحن؟ (? Kimiz Biz)
19. لقد أقسمنا (Yemin Ettik)
20. غرضنا (Gayemiz)
21. المشي معا (Birlikte Yürümek)
22. يحيا الجحيم للظالمين (Zalimler İçin Yaşasın Cehennem)
23. جيد (İyi)
24. سيء (Kötü)
25. الله يؤيد الخير (Allah İyiliği Destekler)
26. فاسيليوس (Vasilius)
27. العالي. الجزء الأول (Daha Yüksek. İlk kısım)
28. العالي. الجزء الثاني (Daha Yüksek. İkinci kısım)
29. الكلب هو كلب (Bir Köpek Bir Köpektir)
30. اليأس بعد السعادة (Mutluluktan Sonra Umutsuzluk)

## روابط خارجية
- قائمة حلقات قيامة أرطغرل (الموسم 3)  على قاعدة بيانات الأفلام على الإنترنت